# Estación Takabata
La estación Takabata (高畑駅 Takabata-eki?) de la Línea Higashiyama, es operada por el Buró de transporte de la ciudad de Nagoya, y está identificada como H-01. Se encuentra ubicada en el barrio de Takabata, Nakagawa, en la ciudad de Nagoya, prefectura de Aichi, Japón. La estación abrió el 21 de septiembre de 1982. En un futuro permitirá transbordar con la planeada línea Kanayama.

## Sitios de interés
- Comandancia militar de Maeda Toshiie (período Azuchi-Momoyama)
- Templo budista Arako Kannon
- Oficina de correos de Nakagawa
- Sede del Banco Tokio-Mitsubishi UFJ
- Sede del Banco Aichi

## Imágenes

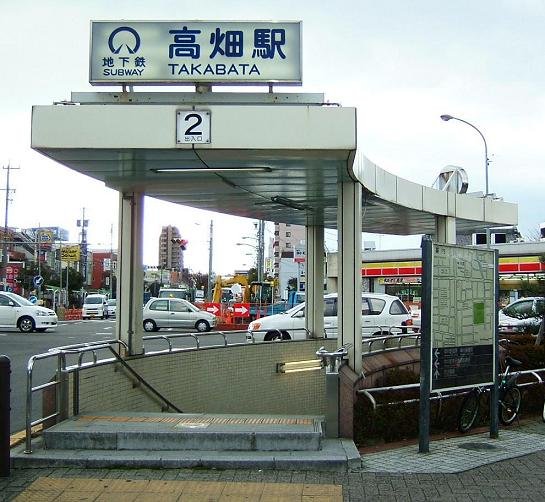
Acceso N° 2 antes de su remodelación.
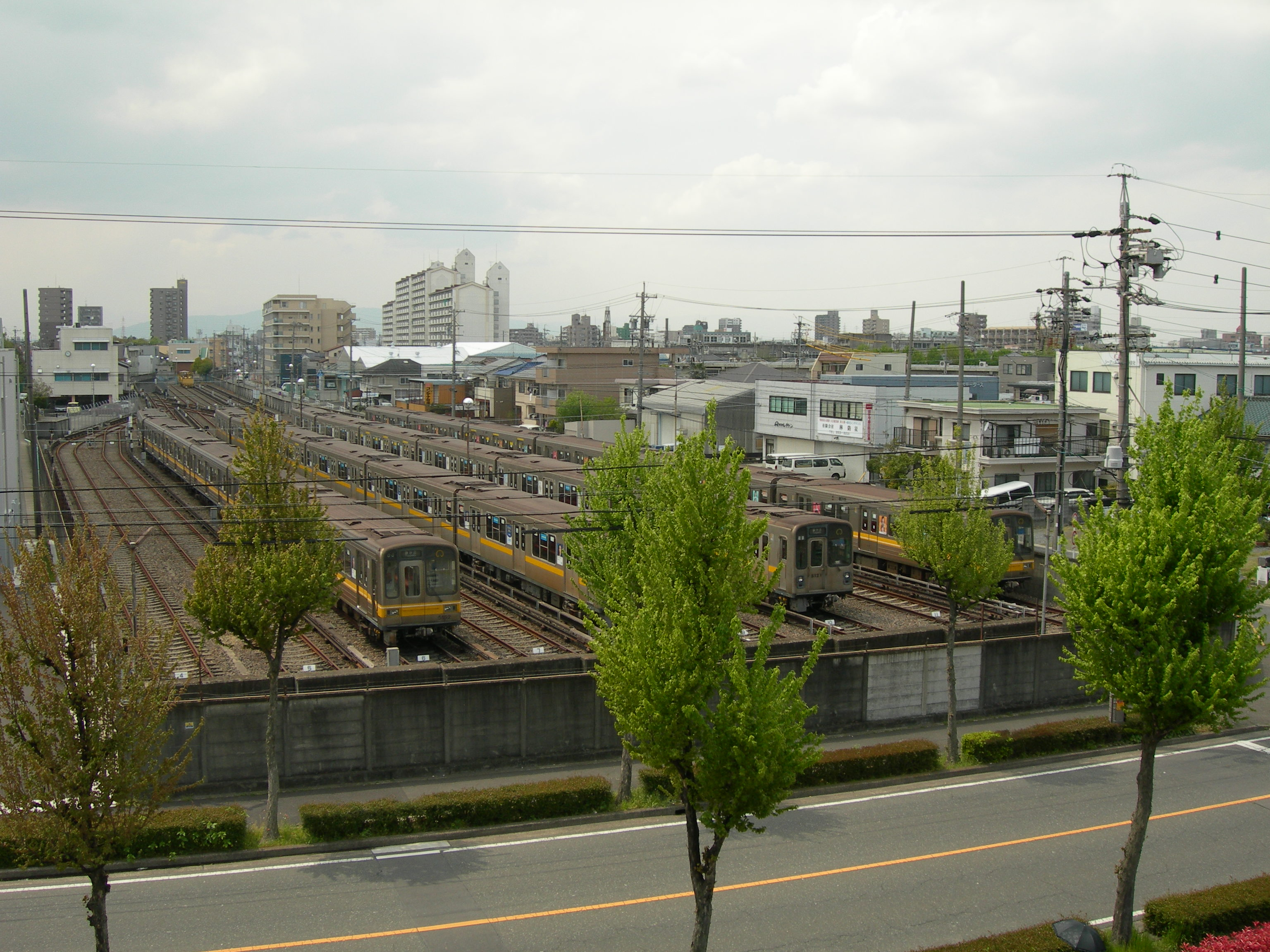
Cochera Takabata.
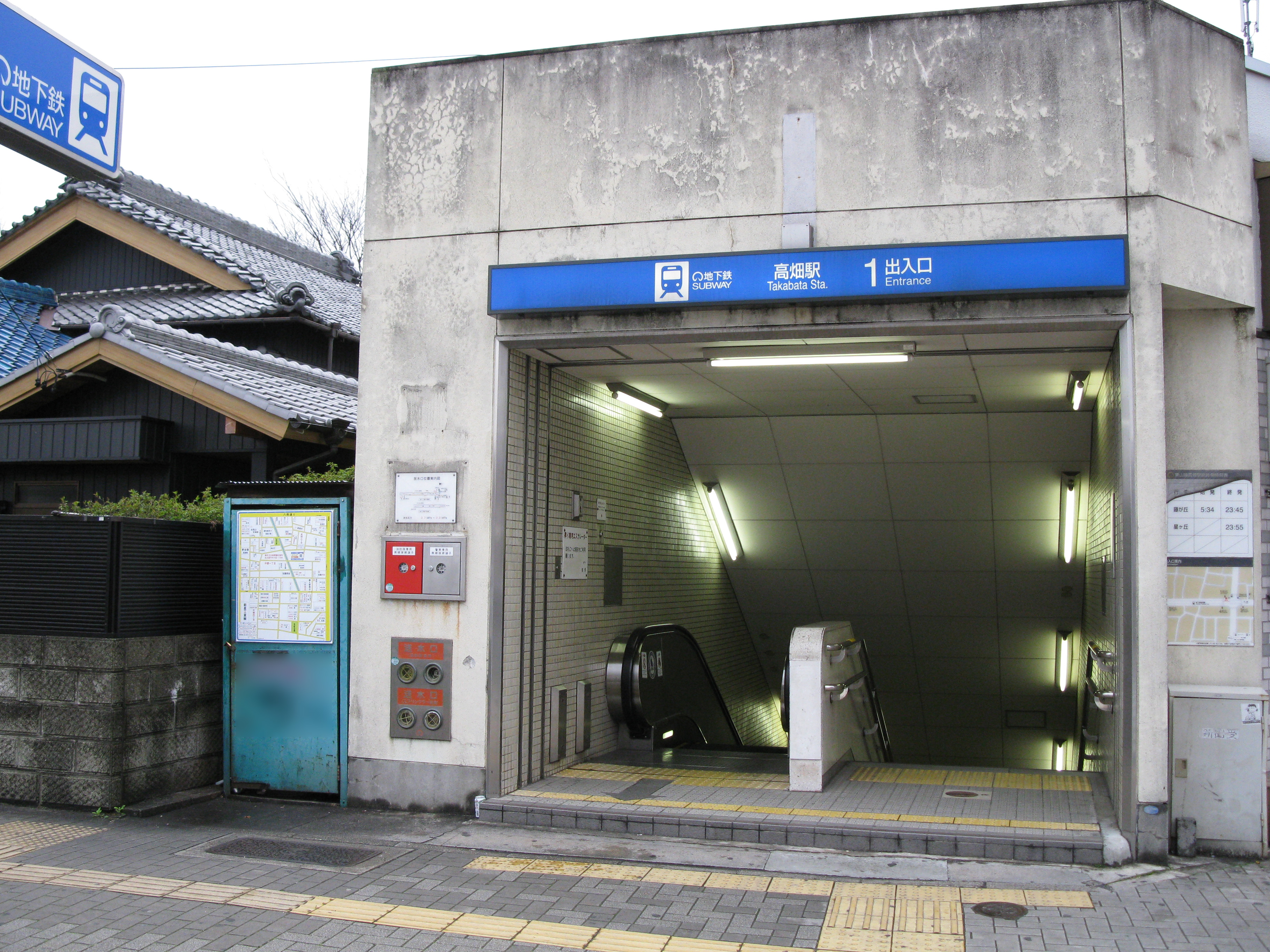
Acceso N° 1.
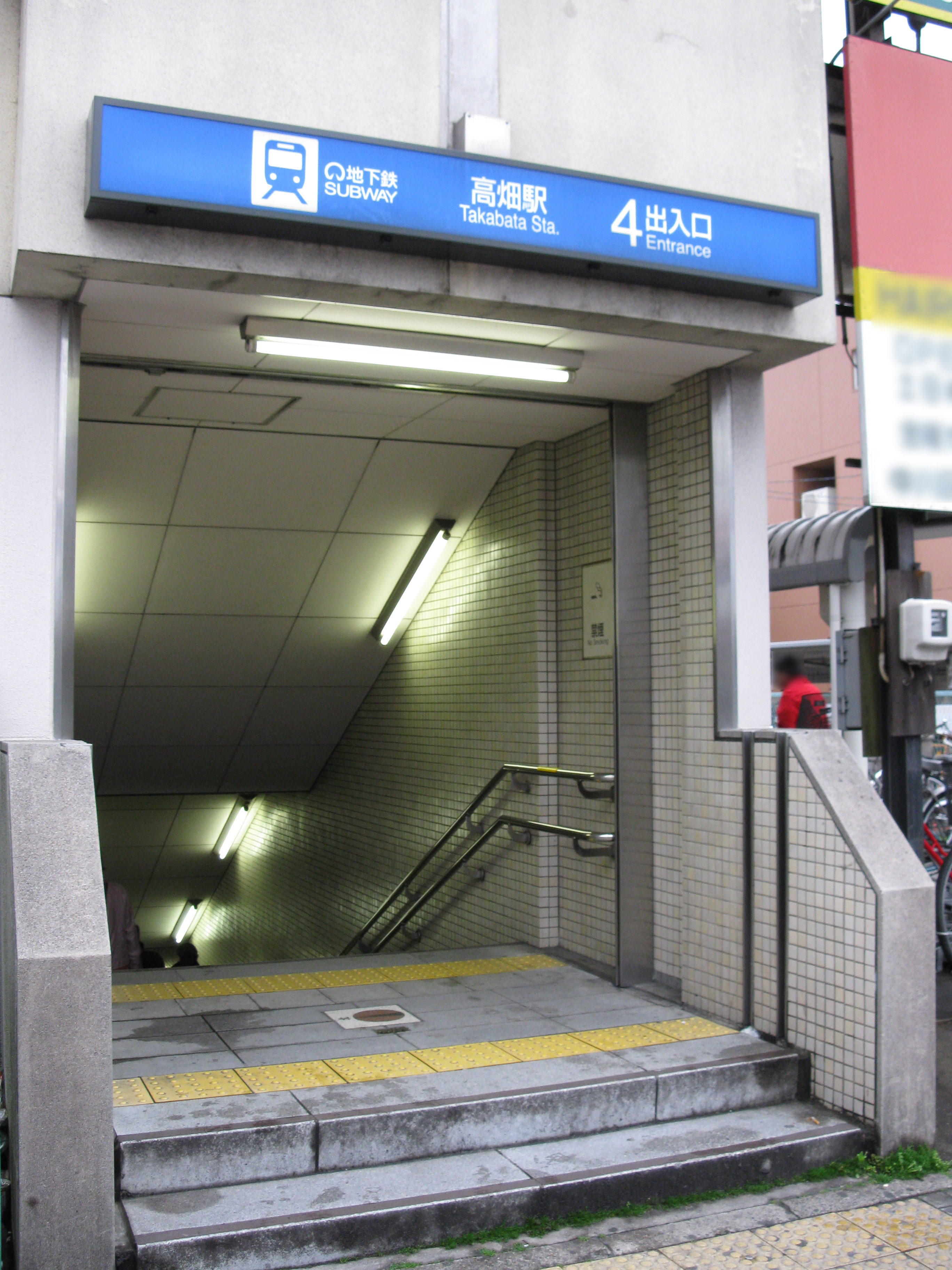
Acceso N° 4.
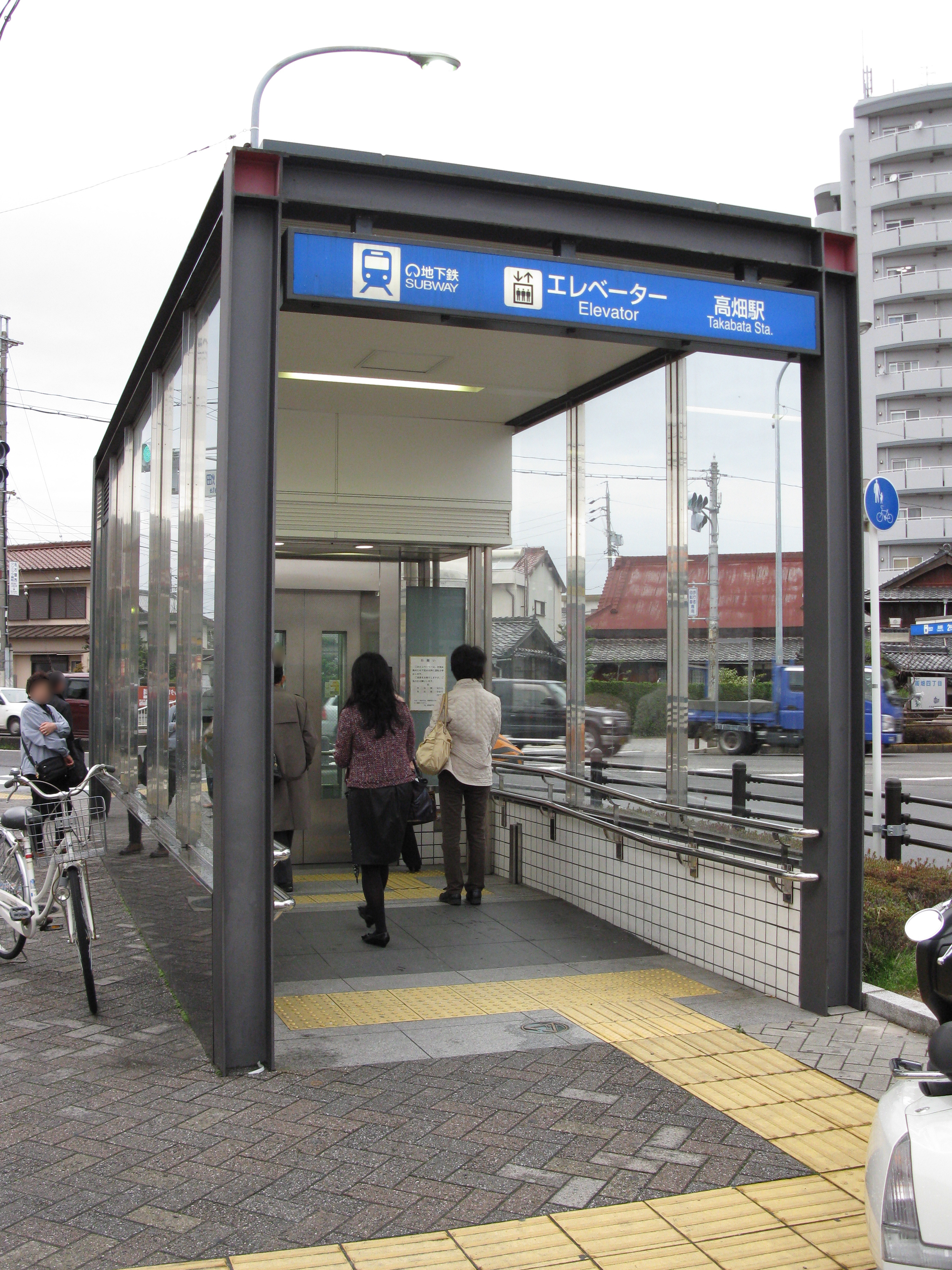
Acceso por ascensor.
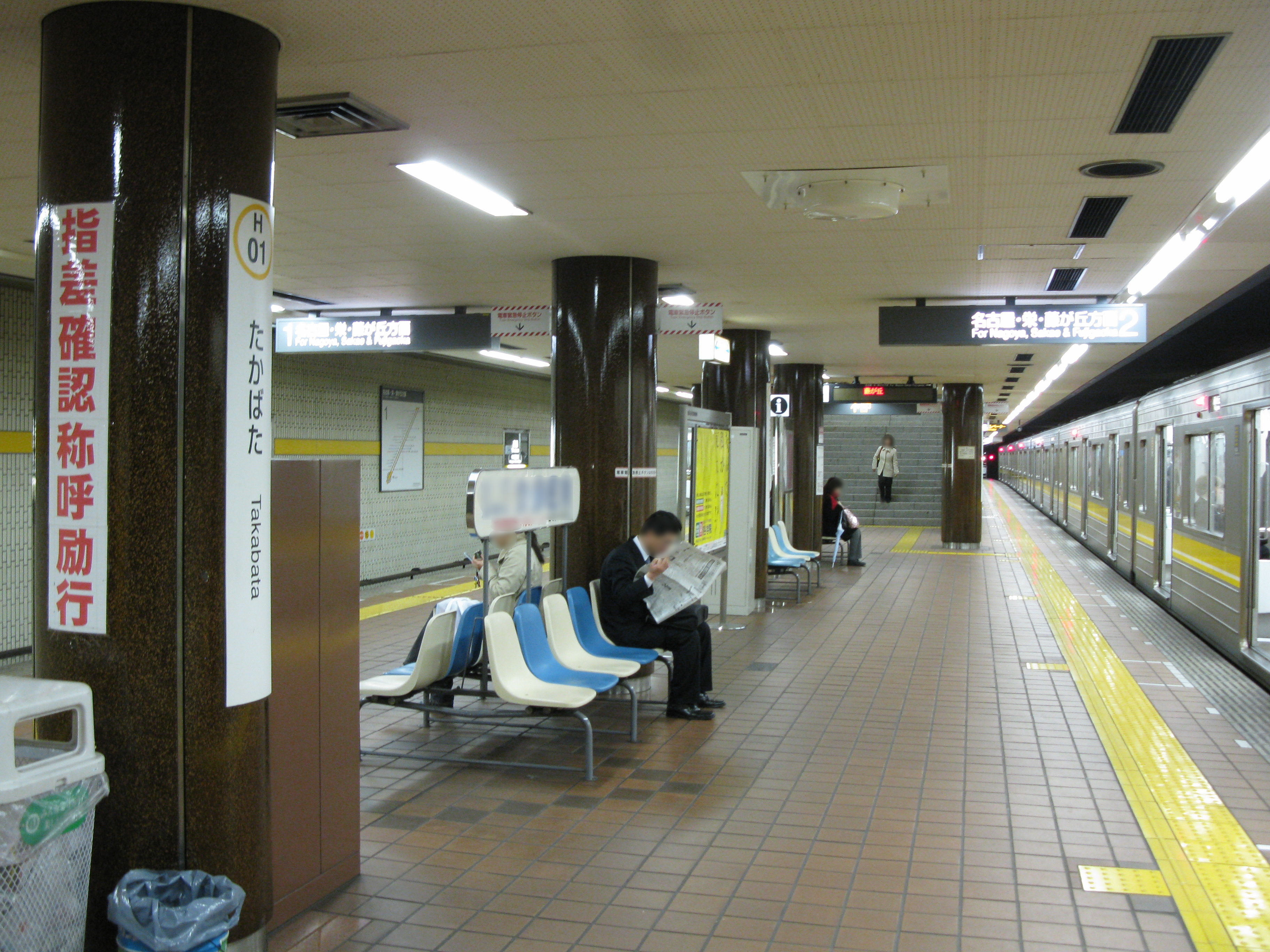
Plataforma.